# La casa delle mille e una notte
La casa delle mille e una notte è un romanzo dello scrittore italiano Mario Biondi pubblicato nel 2012.

## Trama
La protagonista Rossella, non più giovanissima, mentre attende che arrivi il suo compagno Jean-Luc risale con la mente ai giorni lontani in cui lo ha conosciuto, durante un viaggio nelle isole dell'Egeo, nella particolarissima dimora in cui viene ospitata da una dama turca, una celebre cantante di motivi popolari dell'Anatolia, dotata di presunte doti sciamaniche. La casa è denominata "Le Mille e Una Notte" perché gli ospiti contribuiscono tutti con un loro racconto vicende umane, sogni, leggende a rallegrare la compagnia raccolta sera per sera dalla proprietaria nel giardino, in questo particolare caso a fare da coro alla vicenda di Rossella e Jean-Luc.

## Edizioni
- Mario Biondi, La casa delle mille e una notte, Casa Editrice Barbèra, 2012,  p. 115, ISBN 978-88-7899-552-9.